# 施泰登湖

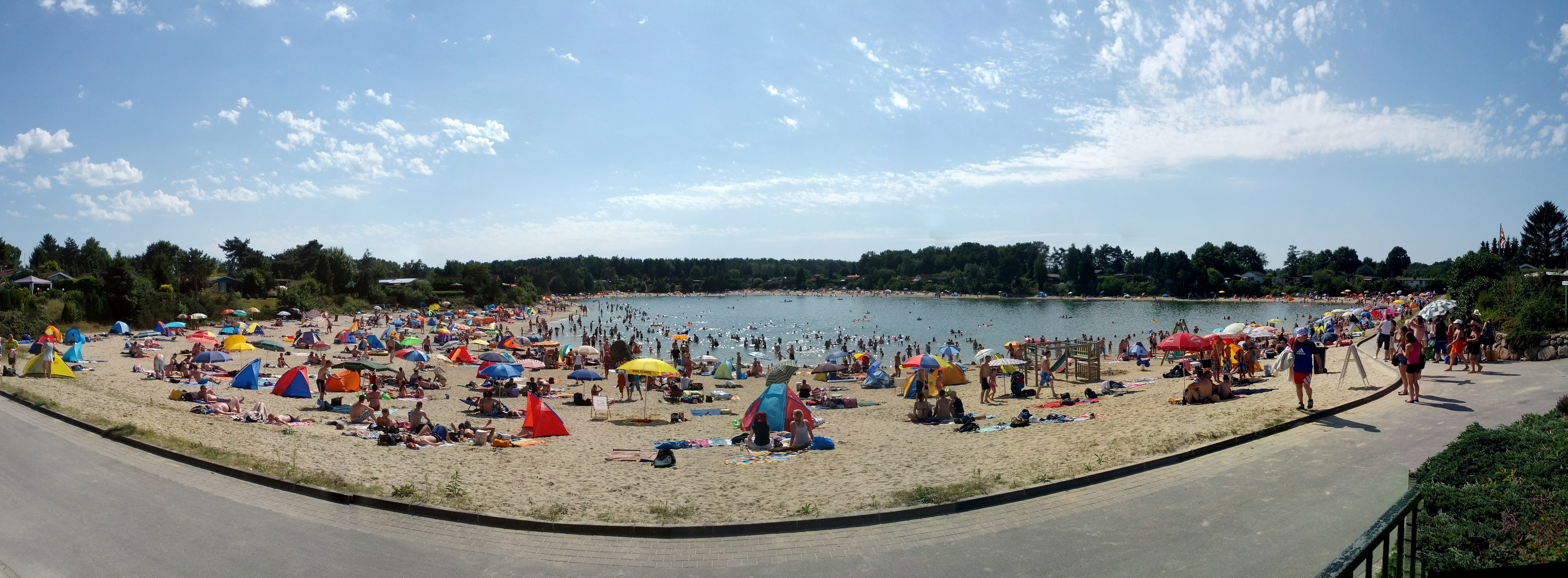

53°22′5″N 8°50′52″E / 53.36806°N 8.84778°E
施泰登湖（德語：Stedener See），是德國的湖泊，位於該國西北部，由下薩克森州負責管轄，處於奧斯特霍爾茨縣，長0.3公里、寬0.1公里，面積0.04平方公里，海拔高度18米，最大水深5米。